# Fernando Martínez (boxeador)
Fernando Daniel Martínez (Buenos Aires, 18 de julio de 1991), más conocido como Puma Martínez, es un boxeador argentino que ostenta el título supermosca de la AMB desde julio de 2024. Previamente ostentó el título de la FIB, desde febrero de 2022 hasta su renuncia al mismo en noviembre de 2024.

## Carrera amateur
Compitió representando a Argentina en el evento de peso mosca en los Juegos Olímpicos de 2016.

## Carrera profesional

### Inicios
Martínez hizo su debut profesional contra Juan Ignacio Harán el 25 de agosto de 2017. Ganó la pelea por nocaut en el cuarto asalto. Martínez acumuló un récord de 10-0 durante los siguientes dos años, con seis victorias por detención.
Martínez tuvo su primera pelea estelar el 16 de diciembre de 2019, ya que estaba programado para desafiar al actual campeón de peso súper mosca WBC Silver, Athenkosi Dumezweni. La pelea tuvo lugar en East London, Eastern Cape en Sudáfrica y, como tal, fue la primera de Martínez fuera de Argentina. Ganó la pelea por un nocaut técnico en el undécimo asalto, derribando a Dumezweni con una ráfaga de golpes en el minuto 0:23.
Martínez se enfrentó a Ángel Nicolás Aquino el 11 de diciembre de 2020, en el Estadio Mary Terán de Weiss en Buenos Aires, Argentina. Ganó la pelea reñida por decisión dividida, con puntajes de 95–94, 97–92 y 94–95.
Martínez se enfrentó a Gonzalo García Durán en una pelea el 13 de agosto de 2021, en el Hotel Atlantis The Palm en Dubái . Ganó la pelea por nocaut técnico en el cuarto asalto, tirando a Durán cuando quedaban ocho segundos en el asalto.

### Campeón de peso súper mosca de la FIB

#### Martínez vs Ancajas
Martínez fue programado para desafiar al actual campeón de peso súper mosca de la FIB, Jerwin Ancajas, el 26 de febrero de 2022, en lo que fue la décima defensa del título de Ancajas. La pelea por el título estaba programada para la cartelera de la pelea de peso súper pluma de la AMB entre Chris Colbert y Héctor García, que tuvo lugar en el Cosmopolitan en Las Vegas, Nevada. A pesar de entrar en la pelea como el perdedor, Martínez capturó el título por decisión unánime. Un juez calificó la pelea 117-111 a su favor, mientras que los dos jueces restantes le otorgaron una tarjeta de puntuación de 118-110. Martínez conectó 427 de 1046 golpes totales lanzados, mientras que Ancajas conectó 192 de 816 golpes totales.

#### Martínez vs Ancajas II
El 22 de julio de 2022 se supo que Ancajas había invocado su cláusula de revancha. Como tal, Martínez fue reservado para enfrentar a Jerwin Ancajas en una revancha inmediata en su primera defensa del campeonato, que tuvo lugar el 8 de octubre de 2022, en el Home Depot Center en Carson, California . La pelea estaba programada para la cartelera de la pelea por el título interino de peso mediano del CMB entre Sebastián Fundora y Carlos Ocampo. Retuvo el título por decisión unánime, con dos tarjetas de puntuación de 118-110 y una tarjeta de puntuación de 119-109.

#### Martínez vs Bornea
El 16 de diciembre de 2022, la FIB ordenó formalmente a Martínez que hiciera una defensa obligatoria del título contra Jade Bornea. Como el par no llegó a un acuerdo, se convocó una subasta para el 17 de enero de 2023, que se pospuso para permitir más negociaciones, pero finalmente se reprogramó para el 14 de febrero y ganó TGB Promotions con una oferta de $ 25,000. La pelea por el campeonato se llevó a cabo el 24 de junio de 2023 en el Minneapolis Armory en Minneapolis, Minnesota. Martínez ganó la pelea por nocaut técnico en el undécimo asalto.

#### Martínez vs Ioka
Martínez está programado para enfrentar al campeón de peso mosca de la AMB Kazuto Ioka en una pelea de unificación de títulos el 7 de julio de 2024. La contienda se llevará a cabo en el Ryōgoku Kokugikan en Tokio, Japón.

## Récord de boxeo profesional
| Récord profesional | Récord profesional | Récord profesional |
| 18 peleas          | 18 victorias       | 0 derrotas         |
| ------------------ | ------------------ | ------------------ |
| Nocaut             | 9                  | 0                  |
| Decisión           | 9                  | 0                  |

| No. | Resultado | Record | Oponente                         | Tipo | Round, tiempo | Fecha                   | Ubicación                                                      | Notas                                                                                         |
| --- | --------- | ------ | -------------------------------- | ---- | ------------- | ----------------------- | -------------------------------------------------------------- | --------------------------------------------------------------------------------------------- |
| 18  | Victoria  | 18-0   | Kazuto Ioka                      | UD   | 12            | 11 de mayo de 2025      | Gimnasio general de la ciudad de Ota, Tokio, Japón             | Retuvo el título mundial WBA del peso supermosca                                              |
| 17  | Victoria  | 17-0   | Kazuto Ioka                      | UD   | 12            | 7 de julio de 2024      | Ryōgoku Kokugikan, Sumida, Tokio, Japón                        | Retuvo el título mundial supermosca de la IBF; ganó el título mundial WBA del peso supermosca |
| 16  | Victoria  | 16-0   | Jade Bornea                      | TKO  | 11 (12), 0:29 | 24 de junio de 2023     | Minneapolis Armory, Minneapolis, Minnesota, Estados Unidos     | Retuvo el título mundial IBF del Peso supermosca                                              |
| 15  | Victoria  | 15–0   | Jerwin Ancajas                   | UD   | 12            | 8 de octubre de 2022    | Dignity Health Sports Park, Carson, California, Estados Unidos | Retuvo el título mundial IBF del Peso supermosca                                              |
| 14  | Victoria  | 14–0   | Jerwin Ancajas                   | UD   | 12            | 26 de febrero de 2022   | Cosmopolitan de Las Vegas, Paradise, Nevada, Estados Unidos    | Ganó el título mundial IBF del Peso supermosca                                                |
| 13  | Victoria  | 13–0   | Gonzalo Garcia Duran             | TKO  | 4 (8), 2:52   | 13 de agosto de 2021    | Hotel Atlantis The Palm, Dubái, Emiratos Árabes Unidos         |                                                                                               |
| 12  | Victoria  | 12–0   | Angel Nicolas Aquino             | SD   | 10            | 11 de diciembre de 2020 | Estadio Mary Terán de Weiss, Buenos Aires, Argentina           |                                                                                               |
| 11  | Victoria  | 11–0   | Athenkosi Dumezweni              | TKO  | 11 (12), 0:23 | 16 de diciembre de 2019 | International Convention Centre, East London, Eastern Cape     | Ganó el título supermosca Silver de WBC                                                       |
| 10  | Victoria  | 10–0   | Abel Leandro Silva               | UD   | 10            | 7 de junio de 2019      | Club Social y Deportivo El Porvenir, Quilmes, Argentina        |                                                                                               |
| 9   | Victoria  | 9–0    | Carlos Ariel Farias              | KO   | 7 (10)        | 29 de marzo de 2019     | Club Social y Deportivo El Porvenir, Quilmes, Argentina        |                                                                                               |
| 8   | Victoria  | 8–0    | Abel Leandro Silva               | UD   | 6             | 12 de enero de 2019     | Estadio Polideportivo, Mar del Plata, Argentina                |                                                                                               |
| 7   | Victoria  | 7–0    | Matias Emanuel Iriarte Monserrat | TKO  | 1 (10), 2:33  | 7 de diciembre de 2018  | Club Social y Deportivo El Porvenir, Quilmes, Argentina        |                                                                                               |
| 6   | Victoria  | 6–0    | Carlos Ruben Dario Ruiz          | KO   | 1 (10), 0:57  | 26 de octubre de 2018   | Club Social y Deportivo El Porvenir, Quilmes, Argentina        |                                                                                               |
| 5   | Victoria  | 5–0    | Marcos Emilio Villafane          | KO   | 2 (6), 3:00   | 31 de agosto de 2018    | Club Social y Deportivo El Porvenir, Quilmes, Argentina        |                                                                                               |
| 4   | Victoria  | 4–0    | Fabian Hernan Claro              | KO   | 2 (10), 2:55  | 18 de mayo de 2018      | Club Social y Deportivo El Porvenir, Quilmes, Argentina        | Ganó el título supermosca vacante argentino de la FAB                                         |
| 3   | Victoria  | 3–0    | Nicolas Nahuel Botelli           | UD   | 6             | 6 de abril de 2018      | Club Social y Deportivo El Porvenir, Quilmes, Argentina        |                                                                                               |
| 2   | Victoria  | 2–0    | Santiago Jesus Priotti           | UD   | 4             | 22 de diciembre de 2017 | Club Social y Deportivo El Porvenir, Quilmes, Argentina        |                                                                                               |
| 1   | Victoria  | 1–0    | Juan Ignacio Haran               | RTD  | 4 (4), 3:00   | 25 de agosto de 2017    | Club Social y Deportivo El Porvenir, Quilmes, Argentina        |                                                                                               |